# Cayo Cedro
Cayo Cedro är en ö i Mexiko. Den ligger i bukten Bahía de La Ascensión och tillhör kommunen Felipe Carrillo Puerto i delstaten Quintana Roo, i den sydöstra delen av landet.